# Granityzacja
Granityzacja – procesy metamorficzne zachodzące w głębi skorupy ziemskiej, w efekcie których pierwotne skały metamorficzne, magmowe albo osadowe przekształcają się w skały w znacznym stopniu lub całkowicie zbliżone do granitu pod względem składu chemicznego, mineralnego, tekstury i struktury. W trakcie granityzacji nie dochodzi do roztopienia zmienianej skały pierwotnej i do powstania z niej magmy. Zachodzi ona pod wpływem metasomatozy lub działania na skałę roztworów hydrotermalnych oraz innych procesów, które wzbogacają skałę w jony krzemu, potasu i sodu, jednocześnie wypierając z niej jony wapnia, magnezu i żelaza.
Termin wprowadził do geologii w roku 1892 G. Becker.